# André Lalande (filosof)
Pierre André Lalande, född den 19 juli 1867 i Dijon, död den 15 november 1963 i Asnières, var en fransk filosof.
Lalande var sedan 1904 professor vid Sorbonne. Han blev ledamot av Académie des sciences morales et politiques 1822 och av Académie royale des sciences, des lettres et des beaux-arts de Belgique 1945. Lalande utgav bland annat Lectures sur la philosophie des sciences (1893; 3:e upplagan 1913), La dissolution opposée à l'évolution dans les sciences physiques et morales (1899) och Précis raisonné de morale pratique (1907; 2:a upplagan 1909), där han söker framställa de moralbud, som erkänts och erkänns av alla bildade människor i skilda tider och hos olika folk. I strävandet att åstadkomma en gemensam filosofisk terminologi gjorde han en betydelsefull insats genom Vocabulaire technique et critique de la philosophie (1902 ff.). Lalande var meddirektör i Bulletin de la société française de philosophie sedan dess början (1901).